# Pince à asperges

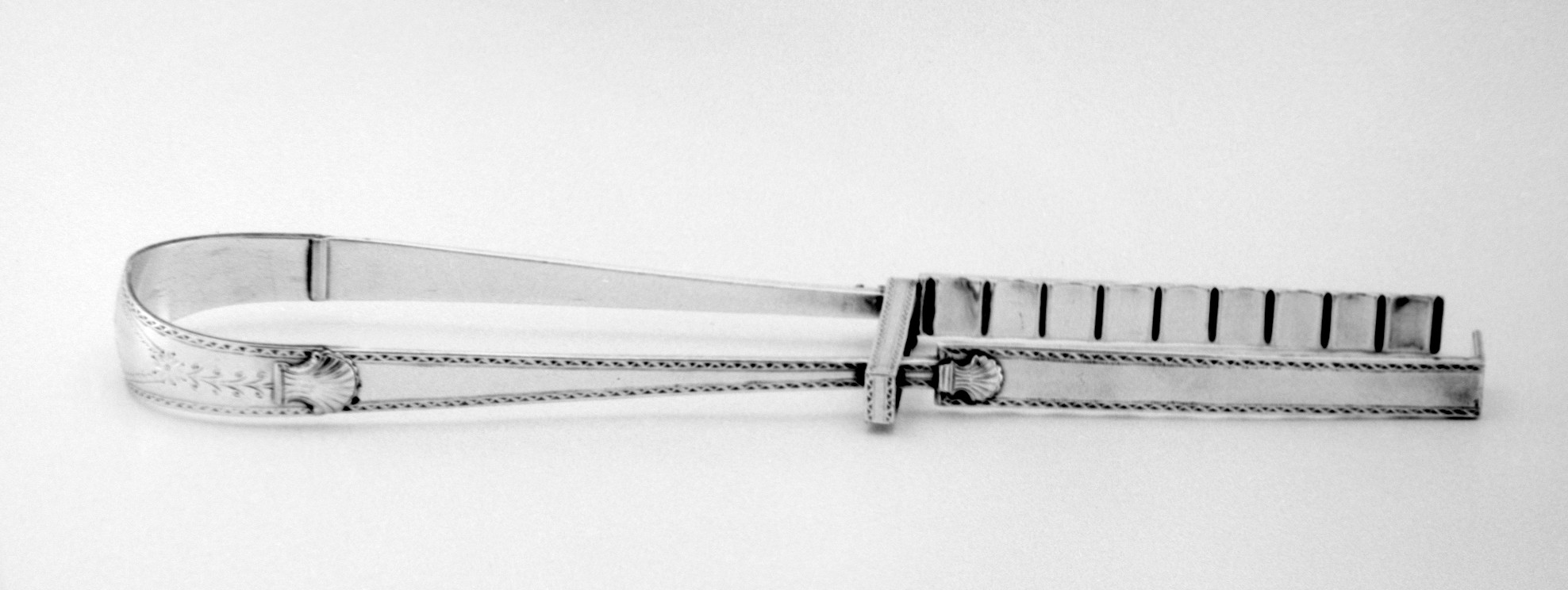
Pince à asperges (Sheffield, Grande-Bretagne, vers 1780).

Une pince à asperge est, dans les arts de la table, un ustensile en forme de pince (soit sous forme d'une happe, soit d'une pince-ciseau) destiné au service des asperges.
L'objet peut être confectionné dans plusieurs matières, en inox, ou en argent faisant partie d'une ménagère en argenterie. Généralement, une des branches de la pince est cannelée afin de faciliter la prise des asperges dans leur longueur.